# Volo Delta Air Lines 89
Il volo Delta Air Lines 89 è stato un volo di linea dall'aeroporto Internazionale di Los Angeles, Stati Uniti, con destinazione l'aeroporto di Shanghai-Pudong, Cina. Il 14 gennaio 2020, un Boeing 777-200ER che stava percorrendo tale rotta ha riscontrato problemi al motore poco dopo aver lasciato la metropoli americana. Mentre si preparavano per un atterraggio di emergenza, i piloti hanno deciso di scaricare carburante nelle aree a Sud di Los Angeles per diminuire il peso dell'aeromobile, causando però irritazione a pelle e polmoni di almeno 56 persone a terra e dando il via a un'indagine della Federal Aviation Administration. L'aereo è poi atterrato senza ulteriori problemi.

## L'incidente
Il volo 89 era operato da un Boeing 777-200ER della Delta Air Lines con destinazione Shanghai, in Cina. È partito da Los Angeles alle 11:32 il 14 gennaio 2020. A bordo c'erano 149 passeggeri e 16 membri dell'equipaggio.
Pochi minuti dopo il decollo, durante la salita sull'Oceano Pacifico in rotta verso la Cina, i piloti hanno riferito di uno stallo del compressore nel motore destro. I controllori del traffico aereo hanno chiesto al volo 89 se volesse rimanere sull'oceano per scaricare carburante, ma i piloti hanno rifiutato, dicendo "Ce l'abbiamo [l'aereo] sotto controllo... non è [un problema] critico". Ancora una volta i controllori hanno chiesto "OK, quindi non è necessario scaricare carburante o qualcosa del genere?", a cui i piloti hanno risposto, "Negativo". Il volo 89 ha quindi virato verso gli Stati Uniti e si è diretto verso Los Angeles per effettuare un atterraggio di emergenza. Mentre si trovava sopra la città e si avvicinava all'aeroporto, l'aereo ha scaricato carburante su una porzione di cinque miglia dell'area della contea di Los Angeles, tra cui cinque scuole elementari e una scuola superiore. CBS News ha riferito che, in base all'opinione di un ex comandante ed esperto di Boeing 777, il volo 89 avrebbe probabilmente scaricato tra 15 000 galloni americani (57 000 L) e i 20 000 galloni americani (76 000 L) di carburante. Poco dopo aver completato l'operazione, l'aereo è atterrato in sicurezza.

## Conseguenze
I soccorritori sono stati chiamati in diverse scuole per assistere bambini e personale che erano all'aperto durante lo scarico carburante del volo 89. Almeno 56 bambini e adulti hanno riportato lievi irritazioni a pelle e polmoni. Tutte le scuole interessate sono state chiuse per le pulizie del caso, ma sono state riaperte il giorno seguente.
La storia ha ricevuto ampia attenzione da parte dei media, con indagini e analisi dettagliate da parte di organizzazioni tra cui CBS News, The New York Times, Los Angeles Times, e ha ricevuto una copertura mediatica internazionale sostanziale.
Alcuni esperti si sono detti perplessi riguardo alle azioni intraprese dell'equipaggio. Un ex comandante della United Airlines ha definito il fuel dumping in un'area popolata "una cosa abbastanza scandalosa" che "nessuno" farebbe. L'esperto di sicurezza John Cox ha affermato che, poiché "non si trovavano in una condizione di pericolo immediato e stavano salendo sopra l'oceano, i piloti dovranno spiegare perché hanno continuato a scaricare carburante a bassa quota quando non si trovavano in un'area di scarico di combustibile e perché non hanno comunicato all'ATC che quello che stavano facendo".
L'aereo è stato riparato ed è rientrato in servizio per Delta Air Lines il 24 gennaio 2020.

## Le indagini
Il 15 gennaio, la FAA ha annunciato l'inizio delle indagini sull'incidente del volo 89. In una dichiarazione, la FAA ha osservato che "Esistono speciali procedure di scarico del carburante per gli aeromobili che entrano ed escono da qualsiasi grande aeroporto degli Stati Uniti" e che "le procedure richiedono che il carburante venga scaricato su aree designate non abitate; in genere, ad altitudini più elevate il combustibile si atomizza e si disperde prima che raggiunga il suolo".